# Chloroclystis denotatus
Chloroclystis denotatus là một loài bướm đêm trong họ Geometridae.